# 조선생명 (1921년)
조선생명보험주식회사는 일제강점기 때의 보험 회사이다.
1921년 10월 13일 설립되었다. 한국 역사상 최초의 보험 회사였다.
1937년 중일 전쟁 이후 조선총독부는 조선생명의 이름을 조선생명징병보험주식회사로 바꾸고, 전쟁보험을 만들어 강제 가입을 시키도록 하였다.
해방 뒤에는 영업을 거의 하지 않았다. 1962년 보험업법 등이 제정된 뒤, 보험업 허가가 취소되었다.

## 같이 보기
- 메리츠화재해상보험(1922년 설립)